# Baldassarre Aloisi
Baldassarre Aloisi, detto Il Galanino (Bologna, 1577 – Roma, 1638), è stato un pittore italiano.
Parente e allievo dei Carracci, si stabilì (1607) a Roma, dove fu apprezzato ritrattista.
Si interessò anche di incisione all'acquaforte.

## Opere
- Visitazione
- Madonna coi ss. Giovanni Battista e Francesco (1602)